# Cortinarius cretax
Cortinarius cretax är en svampart som beskrevs av Soop 2003. Cortinarius cretax ingår i släktet Cortinarius och familjen spindlingar.   Inga underarter finns listade i Catalogue of Life.